# Vestienas pagasts
Vestienas pagasts ou la paroisse de Vestiena est une unité administrative de Madonas en Lettonie. Le pagasts est constitué de quatre villages : Krasti, Tolka, Lauski et Vestiena qui en est le centre administratif.
Sur son territoire se trouvent plusieurs lacs: Kālezers (407 ha), Viešūrs (176 ha), Talejas ezers (79,7 ha), Salājs (44,4 ha), Sietnieku ezers (26,5 ha), Ilziņš (21,9 ha) et Sudzārdiņš (12,8 ha). Il est également traversé par plusieurs cours d'eau : la Veseta, la Skaldupīte, la Ļaudonīte, la Lubeja, l'Aronīte, la Miltupīte, la Savīte, la Virdzīte et l'Ilzīte.

## Histoire
Le domaine de Vestiena est mentionné dans les sources historiques en 1452. À partir du XIVe siècle les terres de Vestiena, Tolka et Devēna appartenaient à l'archidiocèse de Riga.
En 1945, sous occupation soviétique, on a fondé les selsovets de Veseta et Vestiena. L'appellation pagasts fut officiellement supprimé en 1949. Entre 1949 et 1959, Vestiena faisait partie de Ērgļu rajons, ensuite, elle fut attachée à Madona. À partir de 1954, on y a inclus les villages de Vējava, Sausnēja, Bērzaune et une partie de Viesiena. En 1990, Vestienas pagasts en tant qu'unité administrative a été rétabli. Après la réforme territoriale du 2009, le pagasts fut administrativement attaché à Madonas.

## Population
La tendance est à la diminution.
- 1937 : 1795
- 1996 : 835
- 1998 : 841
- 2004 : 792
- 2010 : 734